# Roger de Lafforest
Roger Poumeau de Lafforest, né le 11 janvier 1905 dans le 7e arrondissement de Paris et mort le 16 novembre 1998 à Lasalle dans le Gard, est un journaliste et écrivain français. Il a reçu le prix Interallié en 1939.

## Biographie
Roger Poumeau de Lafforest fait des études de droit et de lettres avant d'être tout à la fois influencé spirituellement par Jacques Maritain et politiquement par Charles Maurras, comme de nombreux jeunes issus de la droite dans les années 1920. Il évolue ensuite dans le cercle de Jean Cocteau, mais également de Maurice Sachs et de Blaise Cendrars. Roger de Lafforest se tourne vers le journalisme (sous les pseudonymes, entre autres, de Monsieur de Saint-Elme et d'Édouard Rocheteix) et l'écriture poétique avant d'entreprendre en juin 1927 un long voyage de plus d'une année en Amérique du Sud qui lui inspirera son premier roman Kala-Azar (1930).
Proche des milieux nationalistes et foncièrement anti-républicain, il collabore à la revue La Belle France et au Courrier royal, puis durant la Deuxième Guerre mondiale, au journal collaborationniste La Gerbe fondé par Alphonse de Chateaubriant.
Dans une seconde partie de sa vie, Roger de Lafforest se consacre à la parapsychologie, à la radiesthésie et à la magie,, publiant des ouvrages dans ces domaines à partir de la fin des années 1960.

## Œuvre
- 1927 : Des égards dus à la jeunesse (avec Paul Gilson)
- 1930 : Kala-Azar, éditions Grasset
- 1939 : Les Figurants de la mort, éditions Grasset (rééd. L'Arbre vengeur, 2009) — Prix Interallié
- 1942 : Si le ciel tombe..., éditions Colbert
- 1953 : La Cravate de chanvre... (nouvelles), éditions André Martel
- 1954 : Pêcheuses d'hommes, avec Armand Jammot, éditions André Martel (sous le pseudonyme de Rocheteix)
- 1955 : Les Perruques de Don Miguel, éditions Del Duca
- 1966 : Le Sosie du prince, éditions Del Duca
- 1968 : L'Art et la Science de la chance, éditions Robert Laffont
- 1970 : Ces maisons qui tuent[6], éditions Robert Laffont (rééd. J'ai lu, coll. L'Aventure mystérieuse no 1961)
- 1977 : La Réalité magique, éditions Robert Laffont
- 1978 : Les Lois de la chance, éditions Robert Laffont
- 1983 : Présence des invisibles, éditions Robert Laffont (rééd. J'ai lu, coll. L'Aventure mystérieuse no 2179)
- 1985 : La Magie des énergies, éditions Robert Laffont (rééd. J'ai lu, coll. L'Aventure mystérieuse no 2279)
- 1989 : Géranium (poésie), éditions du verseau
- 1989 : L'Effet nocebo : enquête sur les voies et les mécanismes de l'influence à distance[7],[8], éditions Robert Laffont
- 1992 : Signé : « Dieu », avec Jacques Langlois, éditions Robert Laffont
- 2001 : L'Arme absolue : la prière (posthume), éditions Astra